# Sven Tumba

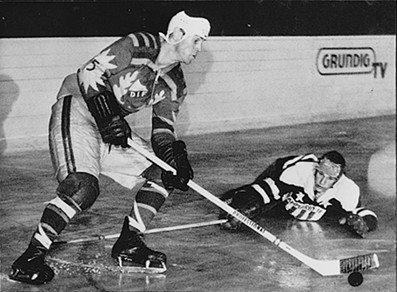
Sven Tumba, 1960.

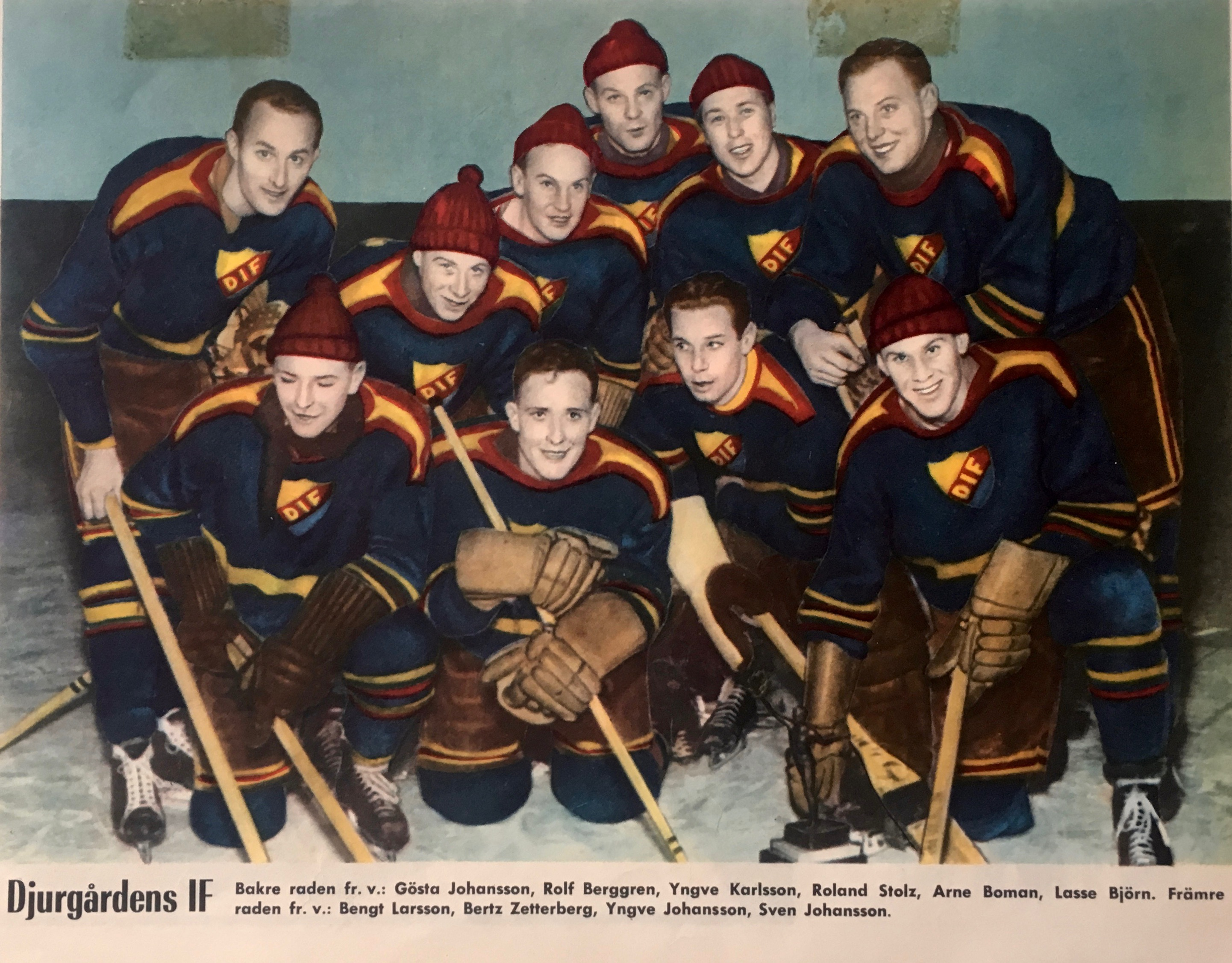
Hockeylaget, som blev svenska mästare 1957/1958. I övre raden bland andra Roland Stoltz och Lasse Björn. I främre raden bland andra målvakten Yngve Johansson och Sven "Tumba" Johansson, längst till höger. Ingen spelare hade hjälm, utan istället en mörkröd toppluva.

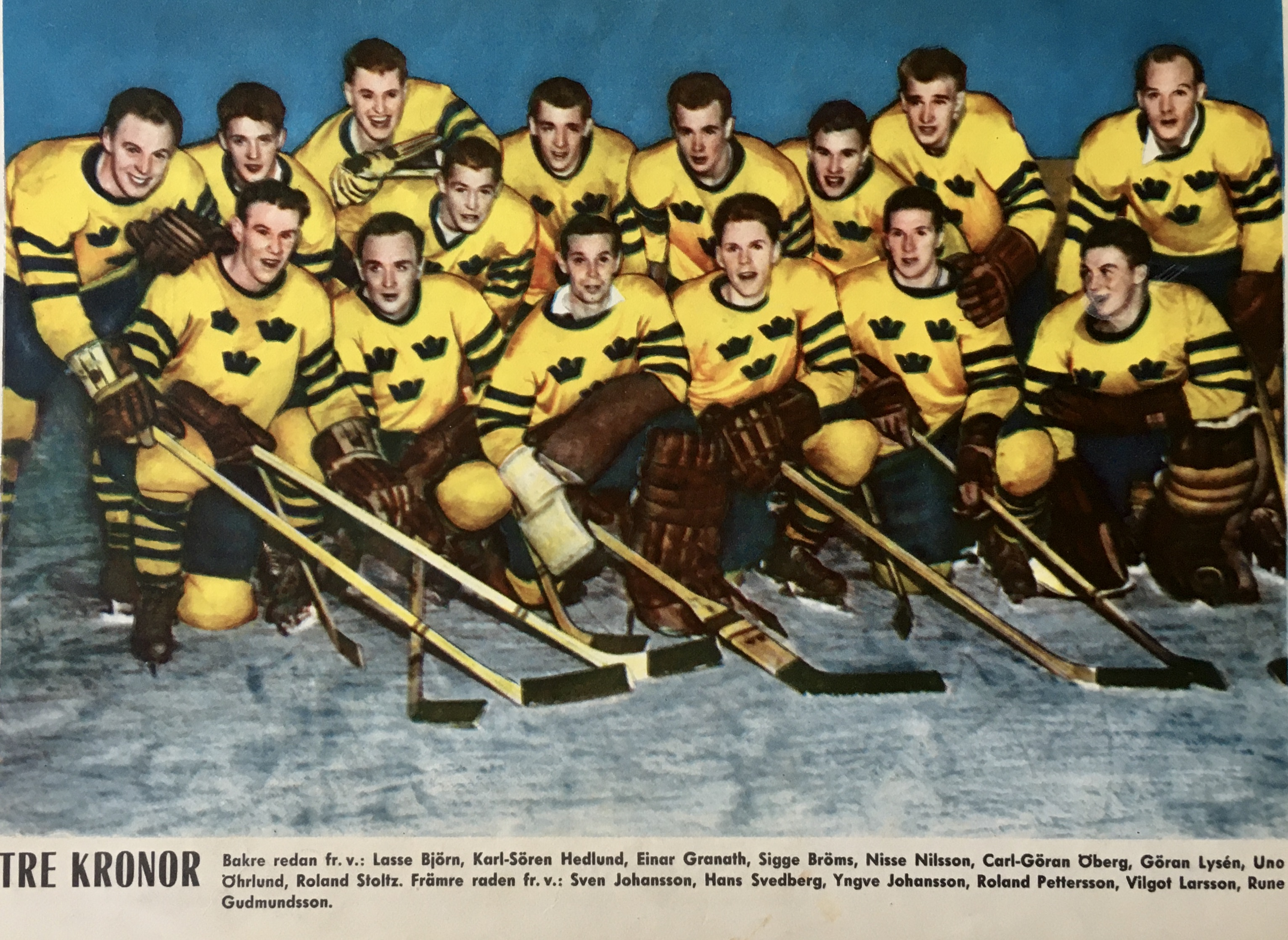
Tre Kronor i november 1958, från vänster, stående: Lasse Björn, Karl-Sören Hedlund, Einar Granath, Sigge Bröms, Nisse Nilsson, Carl-Göran "Lill-Stöveln" Öberg, Göran Lysén, Uno "Garvis" Öhrlund, Roland "Rolle" Stoltz; främre raden: Sven "Tumba" Johansson, Hasse Svedberg, Yngve Johansson, Roland "Sura-Pelle" Pettersson, Vilgot "Ville" Larsson och Rune Gudmundsson.

Sven Olof Gunnar Tumba, ursprungligen Johansson, född 27 augusti 1931 i Adolf Fredriks församling, Stockholm, död 1 oktober 2011 på Danderyds sjukhus i Danderyd, var en svensk ishockeyspelare (forward), fotbollsspelare (forward), vattenskidåkare och golfspelare. Han var gymnastikdirektör och undervisade på Norra Latin.
Sven Tumba bodde på Svarvargatan på Kungsholmen och sedan på Aluddsvägen på Stora Essingen, men flyttade som 10-åring till Tumba. Några år senare flyttade familjen till Viggbyholm i Täby, och det var där han fick smeknamnet Tumba, han kallades Tumba Johansson eller Tumba Johan. 1965 bytte han efternamn till Tumba. Han gifte sig 1960 med Mona Nessim.
Tumba representerade Sverige i 15 år i ishockey, inklusive fyra olympiska spel: 1952 i Oslo, 1956 i Cortina d’Ampezzo, 1960 i Squaw Valley samt 1964 i Innsbruck. Totalt spelade han 245 landskamper för Tre Kronor och lyckades göra 186 mål, flest genom alla tider. 2008 fick Tumba Idrottsakademins hederspris. Ende svensk som har vunnit SM-guld i både fotboll och ishockey, båda 1959, samt även VM-guld i ishockey, 1953, 1957 och 1962. Sven Tumba, Mats Sundin och Joel Lundqvist har vunnit tre VM-guld vardera och är med det Sveriges mest framgångsrika VM-spelare.
Initiativet till turneringen TV-pucken (1959)  togs av Sven Tumba, som kontaktade Gert Engström och Bengt Bedrup på Sveriges Radio-TV:s sportredaktion.
Tumba var vid sin död både svensk och amerikansk medborgare, men inte folkbokförd i Sverige. Han hade ambitionen att bli det inför sin död, men blev snabbt för svag för att fylla i dessa blanketter innan han dog. Han bodde halvårsvis i Sverige respektive USA. Han är begravd i Engelbrektskyrkans kolumbarium.

## Uppväxt
Sven Tumba föddes som son till ingenjören Torsten Hugo Engvall Johansson (1902-1969) och dennes hustru Greta, född Kruse (1904-1996). Hans morfar var från Tyskland. Sven studerade vid Tyska skolan på Karlavägen 25 i Stockholm under andra världskriget.
Sven Tumba bodde på Svarvargatan på Kungsholmen och sedan på Aluddsvägen på Stora Essingen, men flyttade som 10-åring till Tumba. Några år senare flyttade familjen till Viggbyholm i Täby, och det var där han fick smeknamnet Tumba, han kallades Tumba Johansson eller Tumba Johan. 1965 bytte han efternamn till Tumba.

## Ishockey
Sven Tumba var en av Sveriges främsta ishockeyspelare, och spelade alltid med nummer 5 eller 17 på ryggen såväl i sitt klubblag Djurgården som i svenska landslaget. Han debuterade i det svenska landslaget som 19-åring och han noterades för fem mål i Sveriges 10-1 seger mot USA. Han fick sitt stora genombrott vid de Olympiska vinterspelen i Oslo 1952, då han gjorde sju mål i turneringen. 
Klubben har hängt upp tröja nummer 5 i taket för att hedra Tumba. Den 10 november 2010 fick han sin landslagströja med nummer 17 hissad i Ishuset i Tumba.
Han startade sin karriär på 1950-talet och bidrog till att Tre Kronor tog guld i VM 1953 i Schweiz, 1957 i Moskva och VM:et 1962 i Colorado Springs. Tumba provspelade också för NHL-laget Boston Bruins 1957. Han debuterade för dessa i en träningsmatch mot New York Rangers som slutade 1-1, där Tumba gjorde målet för Boston Bruins. Efter ytterligare träningsmatcher blev han erbjuden ett kontrakt på den för sin tid svindlande summan 50 000 dollar. Tumba tackade dock nej. Dels för att han inte tyckte att den nordamerikanska ishockeyn passade honom, dels för att det skulle ha inneburit att det hade varit slut med landslagsspel enligt den tidens regler.
Sven Tumba valdes in i Internationella Ishockeyförbundets Hall of Fame år 1997.
Han har Stora Grabbars Märke inom ishockey nummer 36.

### Som spelare
- 1954–1963: Åtta gånger svensk mästare i ishockey med Djurgårdens IF.
- 1952–1966: 14 gånger VM-spelare i ishockey, rekord.
- 1952: Olympisk bronsmedaljör, Oslo, Norge.
- 1953: Världsmästare, Zurich-Basel, Schweiz.
- 1956: Olympisk femteplacering, Cortina, Italien.
- 1957: Testspelade för Boston Bruins. Blev erbjuden ett kontrakt, men tackade nej eftersom han då inte skulle få spela i landslaget.
- 1957: Världsmästare, Moskva, Sovjet. Dessutom nominerad som bästa forward.
- 1960: Olympisk femteplacering, Squaw Valley, USA.
- 1962: Världsmästare, Colorado Springs, USA. Dessutom nominerad som bästa forward.
- 1964: Olympisk silvermedaljör, Innsbruck, Österrike.
- 1966: Spelar med i 5 av 7 matcher i VM i Ljubljana i mars - Tumbas sista VM.
- 1967–1968: Avslutar ishockeykarriären med spel för Malmö FF i div II Södra.
- 1989: Nominerad som Sveriges bästa ishockeyspelare genom tiderna.

### Ishockeyprojekt
- 1955: Uppfinnare av den första ishockeyhjälmen, den s.k. SPAPS-hjälmen.
- 1957: Grundade ishockeyskolan på TV och den första ishockeytävlingen för ungdomar, TV-pucken.

## Fotboll
På 1950-talet spelade han även allsvensk fotboll i Djurgårdens IF. Sammanlagt spelade ”Tumba” 87 allsvenska matcher 1951–1960 och gjorde 46 mål. Han deltog också i Djurgårdens lag som 1961 vann division II Svealand och därefter via kval åter gick upp i allsvenskan.
- 1956: A-landskamp i fotboll mot Norge i Oslo 16 september
- 1959: Svensk mästare i fotboll med Djurgårdens IF

## Golf
Efter den framgångsrika karriären satsade Sven Tumba på golf. Han byggde en golfbana och drev golfskolor med mera. Sven Tumba var en av dem som introducerade golfen i Sverige på allvar och har en stor del i de svenska golfframgångar vi nu ser. Han är den som såg till att golf blev en folksport och tidigt så lade han en klassisk kommentar om sporten "Det här är ju ett lir för vanliga människor. Det är alldeles för roligt för att direktörerna ska få ha det för sig själva".

### Som spelare
- 1970: Vinnare av Skandinaviska internationella matchspelsmästerskapet
- 1970: Representerade Sverige i Eisenhower Trophy, World Amateur Team Championship
- 1974: Representerade Sverige i World Cup, World Professional Team Championship.

### Golfprojekt
- 1967: Tumba Golf Center, den första inomhusanläggningen (bubblan/tältet) i Stockholm. Designer och grundare.[13][12]
- 1970: Grundare och ordförande (i 15 år) av Scandinavian Masters, en av golftävlingarna i PGA European Tour.[14]
- 1974: Grundade Trosa Golfklubb tillsammans med John Cockin. Banan öppnades för spel år 1976.
- 1977: Grundare och president (i 3 år) av European Open i PGA European Tour.[14]
- 1978: Ullna Golf Club, värdbana för Scandinavian Enterprise Open (5 gånger, 1983-87).[15]
- 1987: Tumba Golf Club Moscow, den första golfbanan i dåvarande Sovjetunionen.[14]
- 1988: Designer av Österåkers Golf Club, två 18-hålsbanor (värdbana för damernas Europatour WPGA Compaq Open, herrarnas Challenge Tour och Svenska Touren).[14]
- 1988: Introducerade officiellt spelet golf i dåvarande Sovjetunionen.
- 1988: Grundare av den första golfskolan i dåvarande Sovjetunionen.
- 1995: Grundade World Golfers Championship, en årlig amatörtävling med kvaltävlingar i flera länder.[14]
- 1996 Introducerade (i samarbete med HK Factory outlet) Tumba-line, en serie golfutrustning.
- 1998: Kävlinge Golf för Alla, Löddeköpinge.[14]

## Övrigt
- 1957–1961: Eget radioprogram, Timmen Tumba.
- 1959: Vattenskidshower runt om i Sverige. Angetts som svensk mästare i vattenskidor men faktum är att han aldrig har tävlat.
- 1980: Den 11 januari var Tumba huvudperson i det allra första programmet i TV-serien "Här är ditt liv".
- 1981: Grundade Tumbastipendiet för handikappade idrottsmän, vilket bland annat gav Lev Jasjin en höftledsoperation i Sverige.[14]
- 1986: H.M. Konungens medalj i guld av åttonde storleken med högblått band (Kon:sGM8mhb)[16]
- 1987: Grundare av mottot "Sport Promotes Friendship", som stöds av eminenta idrottsmän, politiker, artister m.fl. Exempel på dessa är Pelé, Sean Connery, Severiano Ballesteros och Boris Jeltsin.[17]
- 2006: Grundade Sven Tumba Education Fund, Sport for Education[18]
- 2008: Hederspris vid Idrottsgalan 2008.
- 2011: Invald i Svensk ishockeys Hockey Hall of Fame som nummer 1.

Tumba har även skrivit flera böcker, bland annat Tumba säger allt, Tumbas ishockeyskola (översatt till tre språk), samt Mitt rika liv (den nakna sanningen).

## Filmografi
- 1959 – Åsa-Nisse jubilerar
- 1966 – Oj oj oj eller Sången om den eldröda hummern
- 1983 – P&B